# Hoch2
Hoch2 ist ein Schweizer Internet-Fernsehsender, der seit 2022 besteht.
Das Programm des Senders ist gemäss NZZ «eine bunte Mischung aus Polit-Themen, Kritik an Corona-Massnahmen und Beiträgen zu Verschwörungstheoretikern (...), esoterischen Heilmethoden und zu einer ‹WHO-Diktatur›». Der Tages-Anzeiger zählte ihn 2023 zum «alternativen Medienuniversum» der «Post-Corona-Bewegung» und nannte den Sender «rechts-libertär». Die WOZ beschrieb Hoch2 als einen auf «ein verschwörungsaffines Publikum ausgerichteten Internetkanal». Le Temps nannte ihn das schweizerische Pendant zu Fox News, welcher Politik und Verschwörungstheorien vermische.
Gemäss dem Medienwissenschafter Vinzenz Wyss verletzt Hoch2 journalistische Regeln; es würden politischer Aktivismus und Meinungen statt recherchierte Beiträge dominieren.
Seit 2024 ist Hoch2, so Wyss, im Begriff, ein «inoffizielles Sprachrohr» der Schweizerischen Volkspartei zu werden. Führende SVP-Politiker wie alt Bundesrat Ueli Maurer und JSVP-Präsident Niels Fiechter suchten die Präsenz auf Hoch2, weil sie dort volle Redefreiheit genössen und nicht unterbrochen würden.
Der Sender wird vom Medienunternehmen Hoch2 Medien Schweiz AG betrieben. Dieses wird vom Zürcher Werber Dietmar Knops, der Journalistin Regina Castelberg und ihrem Mann, dem Sänger Patrick Castelberg geführt. Die Castelbergs als treibende Kräfte hinter Hoch2 wurden früher mit dem corona-kritischen Medienerzeugnis «Transition News» bekannt. Die politischen Interviews auf Hoch2 führt der frühere «Weltwoche»-Journalist Philipp Gut.
Auf sozialen Netzwerken nutzt Hoch2 das rechtsextreme Schlagwort «Remigration».